# Tamás Wichmann
Tamás Wichmann (ur. 4 lutego 1948 w Budapeszcie, zm. 12 lutego 2020 tamże) – węgierski kajakarz, kanadyjkarz, wielokrotny medalista olimpijski i mistrz świata.

## Kariera sportowa
W wieku 6 lat został potrącony przez samochód i przez kilka dni przebywał w śpiączce. Potem przez rok musiał chodzić w ortezie, co spowodowało lekką niepełnosprawność kończyny. Po wyzdrowieniu początkowo trenował boks, lecz wkrótce zaczął uprawiać kajakarstwo.
Swój pierwszy sukces odniósł na mistrzostwach świata w 1966 w Berlinie Wschodnim, gdzie zdobył srebrny medal w wyścigu kanadyjek jedynek (C-1) na 1000 metrów, przegrywając tylko z Detlefem Lewe z Republiki Federalnej Niemiec. Zwyciężył w parze z Gyulą Petrikovicsem w wyścigu kanadyjek dwójek (C-2) na 1000 metrów oraz zdobył srebrny medal w wyścigu jedynek na 1000 metrów (ponownie ze Detlefem Lewe) na mistrzostwach Europy w 1967 w Duisburgu.
Wraz z Petrikovicsem zdobył srebrny medal wyścigu kanadyjek dwójek na dystansie 1000 metrów na igrzyskach olimpijskich w 1968 w Meksyku, za Ivanem Patzaichinem i Sergheiem Covaliovem z Rumunii, a przed Naumem Prokupiecem i Michaiłem Zamotinem ze Związku Radzieckiego. Zdobył złote medale w wyścigach jedynek na 1000 metrów i na 10 000 metrów na mistrzostwach Europy w 1969 w Moskwie. Zwyciężył w wyścigu jedynek na 10 000 metrów i zdobył srebrny medal w wyścigu dwójek na 1000 metrów (wraz z Petrikovicsem) na mistrzostwach świata w 1970 w Kopenhadze, a na kolejnych mistrzostwach świata w 1971 w Belgradzie zwyciężył w obu tych konkurencjach (w C-2 z Petrikovicsem), a także zdobył srebrny medal w wyścigu C-1 na 500  metrów (za Petrikovicsem).
Zdobył srebrny medal w wyścigu jedynek na 1000 metrów, za Patzaichinem, a przed Lewe, na igrzyskach olimpijskich w 1972 w Monachium. Na mistrzostwach świata w 1973 w Tampere zdobył trzy brązowe medale: w wyścigach C-1 na 1000 metrów i na 10 000  metrów oraz w C-2 (z Petrikovicsem) na 1000 metrów. Zwyciężył w konkurencji C-1 na 10 000 metrów i zajął 4. miejsce w wyścigu C-1 na 1000  metrów na mistrzostwach świata w 1974 w Meksyku, a na mistrzostwach świata w 1975 w Belgradzie wywalczył brązowy medal w wyścigu C-1 na 1000 metrów.
Zdobył brązowy medal w wyścigu jedynek na 1000 metrów, za Matiją Ljubekiem z Jugosławii i Wasylem Jurczenko z ZSRR na igrzyskach olimpijskich w 1976 w Montrealu. Zwyciężył w konkurencji C-1 na 10 000 metrów na mistrzostwach świata w 1977 w Sofii, a na mistrzostwach świata w 1978 w Belgradzie zdobył srebrne medale w wyścigach C-1 na 1000 metrów i na 10 000  metrów. Zwyciężył w obu tych konkurencjach na mistrzostwach świata w 1979 w Duisburgu. Na igrzyskach olimpijskich w 1980 w Moskwie zajął 4. miejsce na 500 metrów i 9. miejsce na 1000 metrów w wyścigach jedynek.
Zwyciężył w wyścigu C-1 na 10 000 metrów na mistrzostwach świata w 1981 w Nottingham i na mistrzostwach świata w 1982 w Belgradzie, a na mistrzostwach świata w 1983 w Tampere zdobył w tej konkurencji brązowy medal.
37 razy zdobywał mistrzostwo Węgier. W 1979 został wybrany węgierskim sportowcem roku, a w 1969 i 1971 był sklasyfikowany na 2. miejscu.

## Późniejsze życie

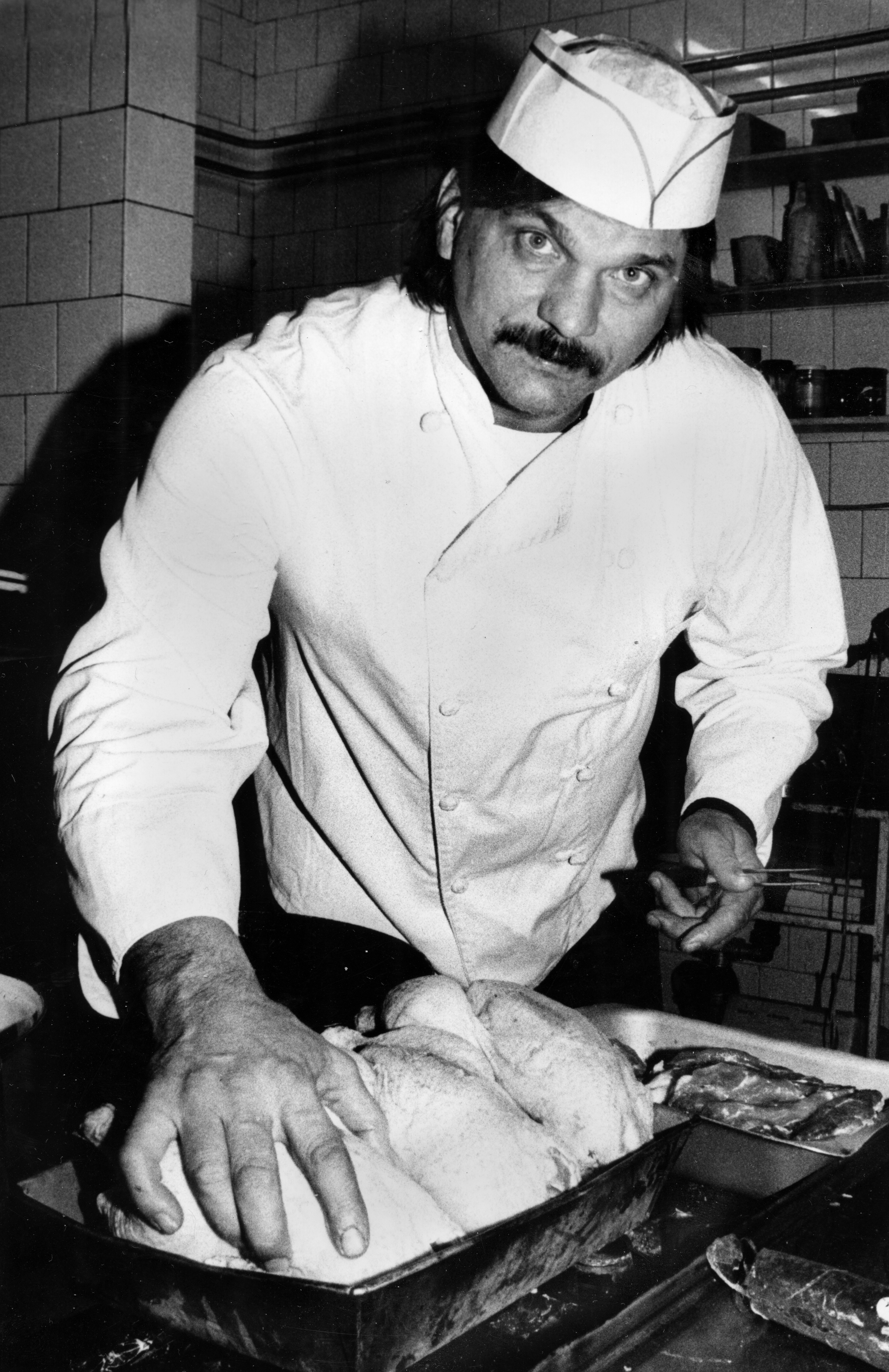

Z wykształcenia był kucharzem. W 1987 otworzył pub w Budapeszcie, który istniał do 2018.